# Kakus
Kakus – w mitologii rzymskiej syn Wulkana, trzygłowy olbrzym ziejący ogniem, mieszkający w grocie pod Awentynem i nękający okolicę. Ukradł bydło Geriona śpiącemu Herkulesowi i ukrył je w swej pieczarze. By zmylić trop, ciągnął zwierzęta za ogony. Krowy jednak rykiem naprowadziły herosa do siedziby Kakusa. Herkules zabił maczugą olbrzyma, odzyskując tym samym skradzione bydło. Po zabiciu Kakusa w podzięce za uwolnienie swego kraju od prześladowcy król Ewander zaprowadził kult Herkulesa, na cześć którego wzniesiono ołtarz Ara Maxima.